# Michael D. Griffin

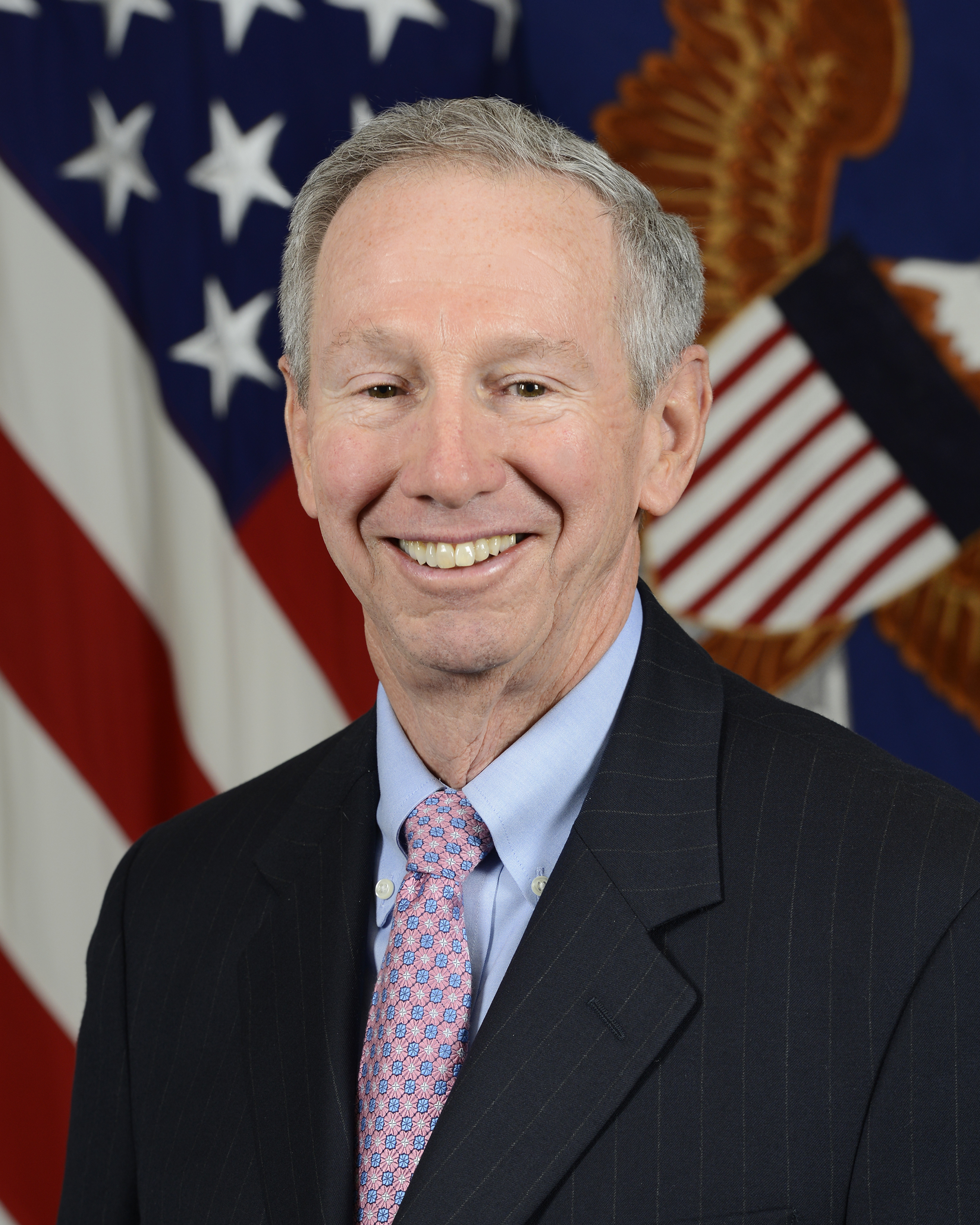
Michael D. Griffin

Michael Douglas Griffin (ur. 1 listopada 1949 w Aberdeen, Maryland) – amerykański fizyk i inżynier aerokosmiczny. Od 13 kwietnia 2005 do 20 stycznia 2009 roku był administratorem NASA. Od lutego 2018 podsekretarz obrony do spraw badań i inżynierii.